# 上升永济桥
29°53′46.29″N 121°28′24.71″E / 29.8961917°N 121.4735306°E
上升永济桥，又称半路庵桥，位于中国浙江省宁波市海曙区高桥镇芦港村半路庵南首，清代桥梁，建于乾隆元年（1736年），光绪九年（1883年）重建，为石砌单孔拱桥，南北走向，横跨鄞西后塘河，全长25.54米，宽4米，孔高6.15米，跨度8.64米，桥东北岸有土地堂，坐西朝东，内有碑记，桥北堍起向东有桥亭屋，为半路庵亭，原有二排，另一排因20世纪70年代建造供销社被拆除，2010年9月公布为鄞州区文物保护单位，2014年完成修缮工程，2018年12月28日因行政区划调整公布为海曙区文物保护单位。